# Мрацлин
Мрацлин је насељено место у саставу града Велике Горице, у Туропољу, Хрватска. До територијалне реорганизације у Хрватској, налазио се у саставу старе загребачке приградске општине Велика Горица.

## Становништво
На попису становништва 2011. године, Мрацлин је имао 1.074 становника.

## Попис1991.
На попису становништва 1991. године, насељено место Мрацлин је имало 1.012 становника, следећег националног састава:
| Попис 1991.‍   | Попис 1991.‍  | Попис 1991.‍ | Попис 1991.‍ | Попис 1991.‍ |
| ------------- | ------------ | ----------- | ----------- | ----------- |
|               |              |             |             |             |
| Хрвати        | Хрвати       |             | 992         | 98,02%      |
| Југословени   | Југословени  |             | 5           | 0,49%       |
| Срби          | Срби         |             | 3           | 0,29%       |
| Македонци     | Македонци    |             | 1           | 0,09%       |
| Муслимани     | Муслимани    |             | 1           | 0,09%       |
| Немци         | Немци        |             | 1           | 0,09%       |
| неопредељени  | неопредељени |             | 6           | 0,59%       |
| регион. опр.  | регион. опр. |             | 1           | 0,09%       |
| непознато     | непознато    |             | 2           | 0,19%       |
| укупно: 1.012 |              |             |             |             |